# Миколаївський розпис
Миколаївський (Ігренський) розпис — це техніка декоративно-прикладного малювання. Поширена в селах Самарівського району на Дніпропетровщині.

## Географічне поширення
Назву дана техніка малювання отримала від одноіменного села Миколаївка в Самарівському районі Дніпропетровської області України, де відновили техніку цього старовинного розпису.

## Історія
Дану техніку розпису з першої половини 19 століття широко використовували майстри містечка Стара Ігрень. Велика лісова пристань, яка була розташована поруч з містечком, дала поштовх розвитку різних промислів, в тому числі по виготовленню і розпису скринь. Роботи ігренських майстрів користувались попитом по всій Катеринославській губернії. Деякі скрині були придбані відомими етнографічними музеями і до нашогу часу є візитними картками нашого регіону. 

## Характерні особливості
Народна майстриня Надія Явір каже, що миколаївський розпис схожий на петриківський тільки на перший погляд. 
«Миколаївський розпис — плоске писання, малюнок пошарово накладається на малюнок, колір на колір. А в „петриківці“ — це розмах пера», — порівнює миколаївський і петриківський розписи Надія Явір. 
Барвисті квіти, соковиті ягоди, листя й галузки, нанесені впевненими, розмашистими мазками. На відміну від знаних у світі петриківських мальовок, яким притаманний чорний чи білий фон, тло миколаївських — зелене, як ліси Присамар'я.

## Сучасність
Зараз розпис активно відроджують завдяки семінарам практикумам, де школярів та всіх охочих навчають цієї техніки малювання. Подібний підхід починає давати свої плоди. Митці, які використовують дану техніку, починають презентувати свої роботи на виставках, як на місцевому рівні, так і всеукраїнському.